# 威廉·克理

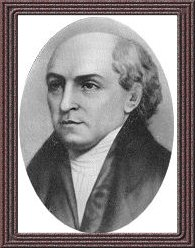
威廉·克理

威廉·克理（William Carey，1761年8月17日—1834年6月9日），是一位英國宣教士和浸信會牧師，被譽為「近代宣教士之父」（Father of modern missions）。他是英國浸信會差會的創辦人之一。在印度塞蘭坡(Serampore)宣教期間，他將聖經翻譯成包括孟加拉語、印地語和梵語在內的多種語言。

## 童年
1761年8月17日，威廉克理生於Paulerspury，這是位於英國北安普敦郡西南隅的一個小村落。威廉的父親埃德蒙·克理原本是一個舊毛布的織工，他的祖母與父母親是基督徒。克理的父親在他六歲時被任為村中的教員，於是他們舉家遷入了村中禮拜堂附近的教員住宅。
在他十二歲時他就選擇的第一份工作，種地。 後來因為種田使得他的臉上、手上一直生紅斑，痛的無法成眠，身體不堪負荷，所以克理放棄種田的工作。

## 成為宣教士
克理因為身體的緣故放棄園藝工作，在經過一次家庭會議之後，他們決定克理應該學習當時英國正新興的工業--製鞋業，於是在他十六歲那年，由他的父親幫他尋找到鄰村的一個鞋匠師傅學習，但兩年後這個師傅突然去世，他改往Hackleton，名為 Clarke Nichols的師傅那裡學習，他學會了修鞋，也學會了製鞋。
在他三十一歲之前，已經可以閱讀希臘文、希伯來文，荷蘭語、法語和英語等不同譯本。他成為一個敬虔的基督徒，這是因為和他一起製鞋的同事John Warr的影響，他是一個敬虔的基督徒。並因著這位大他三歲的弟兄帶領，他也加入「不奉國教者（Dissenters or Non-Conformists）」的祈禱會。 後來他離開有政府保護不會受到十架凌辱的安利甘宗教會。
後來他遇上當時著名的聖經 註釋家Thomas Scott ，他影響了克理旳信心。
隨後他受一個浸禮會 牧師的影響，克理加入了浸禮會，並在1783年10月5日，由Dr. Ryland為他施浸，他成為一個浸禮會的會友。克理在1786年8月1日，他25歲那年在Moulton 這個地方接受按牧，當時為他按牧的三位主禮人：Ryland,Sutcliff,Fuller,這三位牧師後來共同支持克理的傳教 事業。

## 第一個宣教士
一七九一年，克理完成他的第一本書《基督徒當竭盡所能引領異教人民歸正》(Enquiry into the Obligation of Christians to Use Means for the Conversion of the Heathen)。內容分三大類：（一）世界各國宗教概況，（二）異教徒 得救之道與基督徒之義務，（三）前人引領異教徒歸成功歸主事例，與未來可行的方法。原稿計長87頁，花了八年的時間，這本小書在第二年出版，被讚譽為『現代傳教事業的憲章』。
牧師聯誼會於1792年10月2日接受了克理的建議，終於通過以下的議案，特命差會為--浸禮會異域傳播福音差會（Baptist Society for Propagating the Gospel Among the Heathen）。」，近代第一個傳教士差會就這樣成立了。克理是第一位被差派出去的宣教士，他在印度所寫的書信，使許多宣教事業的出現，例如1795年成立的倫敦會（London Missionery Society），就是一個超宗派聯合主辦的宣教事業，是回應克理的鼓勵而建立的。
他後來結識了孟加拉（Bengal）的宣教士John Thomas，他是一位前東印度公司的外科醫生，後來在印度成為基督徒，兩人結伴前往印度
由於克理的妻子拒絕他獨自前往印度，最後舉家出航。 當時整個印度是東印度公司控制著，而當時的政策是他們並不歡迎任何的宣教士進入印度，因此有很多被驅離出境、遣返回國的。這時的印度是被不符合基督宗教教義的宗教儀式控制幾乎全數人口，並且百姓受教育的機會也是一種奢侈。
1793年7月13日。克理全家並托马斯和他的妻子，一起出航。他們在這五個月的漫長航行中，每個星期就在船上傳福音、守主日。克理也在這五個月裡學會了孟加拉語，協助托马斯翻譯孟加拉聖經的工作。這趟航程終於在同年11月11日完結，停靠在加爾各答。

## 影響印度
克理他們離開了加爾各答，往南離首都五十哩的地方步行而去。托马斯用當地話講道，克理在旁邊靜聽，學習當地話，當時托马斯和克理身上只有一點點的錢，兩個月之後，他們已經是身無分文了。
後來托马斯選擇回到加爾各答繼續行醫，而克理舉家遷往更內陸的鄉下，時有猛虎、毒蛇出沒的沼澤地。只因為這地三年無須付租。克理將闢地砍下的木材拿去賣，家中的幾個男孩全都一起幫父親的忙，用竹子建築了一個家，他們也闢了一個園地種植靛青樹，製作靛青原料，後來在一個病疫重生的雨季，他因為過度疲勞病倒了，的那已經學會孟加拉語的兒子彼得，一病不起，這是第一個死亡的孩子。他的妻子Dorothy因為打擊，心理受影響，於1807年去世。
後來英國的同工對克理自給自足的宣教策略不能認同，英國的同工並不願意支持克理的靛青園計畫。不能理解的英國同工們以為克理是為了賺錢而擱置了傳福音的正業。而克理知道除非他可以自足，否則隨時他都可能會被「召」回國去。在這極度的困苦中，他把見到的異象—翻譯印度文、孟加拉文聖經、將福音傳到印度各地。他一邊研讀語言，翻譯聖經，也不斷的講道。他在到了印度的第五年後，在1797年在印度建立了第一間教會。
1799年的一場豪雨，令克理再次遷移到新據點—塞蘭坡(Serampore)，這個被丹麥政府保護的城市，不僅人口稠密、治安良好，也空氣宜人。他從沒有離開這個城市，隨後有更多的基督徒加入，約書亞·馬士曼(Joshua Marshman,1768-1837)，和華德(William Ward, 1769-1823)等到印度與克理同工。因為英國政府並不支持他們，他們就請求克理讓他們加入他的事工，克理也得到一批基督徒、丹麥政府的支持。
Krishina pala是第一個克理所改變的基督徒，這個印度人付上了極大的代價，他的信主在印度人中引起極大的騷動，示威的群眾甚至將他的大女兒幽禁，但他仍然如期受浸，不久他的太太、妹妹和他的朋友的全家，都成為基督徒。Krishina 日後也成為克理的助手。從1793年到1800年共七年的時間，才有的第一個印度教徒。後來才漸漸多了起來，所以克理不僅自己傳福音，更鼓勵印度信徒作宣教士。
1801年3月5日，第一本裝訂成冊的孟加拉文的新約聖經終於付梓，這是歷史以來的第一冊孟加拉文聖經，是克理用了七年半的成果，有傳聞說克理是聖經譯成全世界各種不同語文的鼻祖。同年4月8日，政府詢問克理是否可以到威廉堡學院當教授，克理接受了這項工作。
克理和這三位塞蘭坡(Serampore)教會的領袖從合作後至克理去世都未曾分開。馬士曼出身織布工人，也是語文學者，後來成為更正教第一本中文聖經的翻譯者(1822年出版)。因為英浸宣會支持的經費有限，馬士曼夫婦就自立的創立了三所學校，其中二所教導歐洲人子弟，另一所為印度兒童。克理則在威廉堡大學(Fort William College)教授東方語文，繼續三十年；以所得薪資，加上馬士曼所收的學費，後來發展了二十六個教會，一百二十六所學校，學生達一萬餘名。華德學過印刷及新聞，後奉獻勤修神學，參與宣道事工；是傑出的印刷者。三人同心合意，配搭洽當，是最理想的團隊，稱為"塞蘭坡三子”(Serampore Trio)，他們共同組成了獨立宣道會，並設有印刷廠，印發聖經及書籍。英國政治家，國會議員兼人權運動者衛博福(William Wilberforce)被稱之為"英國的殊榮”。

## 晚年
1806年克理當選為亞洲學會的會員，同年也晉陞為正式教授，他陸續編輯孟加拉文字典、馬刺塔文(Marathi)字典和梵文(Sanskirt)字典。克理和他的同工們，也寫了許多的小說、寓言和法律的創作，並且將印度民間傳說的歷史軼事寫成專書，由華德的印刷所承印《印度歷史文學與宗教鳥瞰》，成為研究印度問題唯一的權威有五十年之久。 
克理把聖經譯為孟加拉文(Bengali)，印地语(Hindi)，梵文，阿薩姆文(Assamese)，及Oriya, Marthi語文。並將部分聖經譯成其他二十九種語文及方言，又繼續編訂不同語文的文法及字典達六種之多。在另加上與Marshman合譯的，使印度共有四十四種聖經譯本。他們也把印度文學中的史詩，和中國古典文學，譯成英文介紹給西方。為了促進文化和社會福利，他首創印度的醫藥宣教事工，儲蓄銀行，並神學院，女童學校，和孟加拉文報紙。他也建立了印度第一所現代印刷所，造紙廠，和蒸氣火車。他也翻譯西方的農業及園藝書籍介紹到印度，並推廣農業改良試驗；於 1820年，成立了印度農藝學會。
在克理任教九個月後（1802年）就開始調查印度民間的傳統被西方視為殘忍的習俗，就是把寡婦用火燒死，給亡夫殉葬，以表現寡婦對丈夫的貞忠，稱為"蘇替”(Suttee, 梵文作Sati)；克理認為是極不人道。他得到了印度"大聖人”泰戈爾(Maharidhi Debendranath Tagore，諾貝爾文學獎詩人泰戈爾的父親)的支持，經過他近三十年的努力終在1829年，正式禁除了這個被西方社會視為殘忍的舉動。
他在印度的長期居留期間，並無一次回英國休假。在他晚年，有時病的不能下床，他就在床上工作，他仍繼續聖經翻譯的校正工作。克理在世的最後的日子，有許多朋友和世界各地的名人都來探訪他。
1834年6月9日，威廉克理死亡，克理在他的遺囑裡說「我吩咐，在未辦任何後事之前，先把我的債務全部清償，葬禮要簡單節省，請把我安葬在我第二個妻子旁邊，在我為他樹立的墓碑上空白處，勿加任何藻飾的刻上以下的句子：我是一個愚拙、可憐、毫無力量的蠕蟲，我睡在主懷中。」
克理博士是現代整個基督教世界中一個偉大的人物，他不僅影響了印度，也帶動近代宣教的開始。

## 生平大事表
| 年代   | 威廉克理生平事件                                                                                               | 所面對的困難 |
| ------ | --- | --- |
| 1761年 | 8月17日在英國北安普敦郡Paulerspury出生                                                                         | |
| 1773年 | 作鞋匠學徒，工作養家                                                                                           | 失學 |
| 1779年 | 受John Warr影響，開始自修學習                                                                                  | 面對信仰的改變，考慮轉換教會                                                                                                   |
| 1781年 | 與Dorothy Plackett結婚                                                                                         | 妻子為文盲，比他大五歲；需要照顧做鞋師傅的遺孀之四個子女                                                                       |
| 1783年 | 受浸加入浸信會，自修拉丁文、希臘文、希伯來文、義大利文、荷蘭文等六種語文；參與祈禱復興聚會                     | |
| 1785年 | 成為帶職牧者，推動差傳工作；夜校老師                                                                           | 平衡工作、學習、家庭和宗教 |
| 1786年 | 在摩爾頓受按立成為牧師，先後更新和發展兩家教會                                                                 | 在教牧同工會分享宣教工作的動議，被長者所反對                                                                                   |
| 1791年 | 用了六年時間始完成成立差會的八十七頁小冊子「基督徒設法引領奉異教者歸主責任問題之研究」，鼓吹宣教工作           | 沒有出版經費 |
| 1792年 | 以賽亞書54章2-3節宣講宣教異象：組織英國浸信會差會                                                              | 回應神的異象，在缺乏資源下成立差會                                                                                             |
| 1793年 | 成為宣教士與托马斯前往印度宣教，引發英語世界相繼組織差會，差派 宣教士                                          | 受到妻子及家人的反對、金錢的缺欠、英國政府的態度影響和海上航行的危險性                                                         |
| 1794年 | 在孟加拉宣教，學習當地語言和文化，開始翻譯聖經                                                                 | 與差會產生意見分歧和被斷絕經濟來源、人力的支援，獨力工作，爭取居留權                                                           |
| 1799年 | 遷往丹麥殖民地 Serampore 與新宣教士馬士曼和華德組成宣教團隊                                                    | 妻子患精神病、兒子生病死去及英國政府和東印度公司的驅逐壓力                                                                     |
| 1800年 | 建立宣教中心，結合診所、學校、印刷廠多元化全人服侍模式。七年後第一個印度教教徒受浸加入教會                     | 他的宣教異象，和英國的政策不能合轍，被迫離開居住了七年英國殖民地地區；遷移到福音工作較有發展的近加爾各答的丹麥社區(Serampur)。 |
| 1801年 | 在威廉堡大學任教東方語言，出版各種當地語文的工具書，第一本新約孟加拉譯本聖經問世。                             | 把薪酬全數支援宣教工作。 |
| 1802年 | 鼓吹及協助立法，廢除殺嬰獻祭                                                                                   | 九年後成功爭取廢除殺嬰獻祭的果效                                                                                               |
| 1807年 | 原配離世，後來與丹麥貴族Charlotte Rumohr成婚                                                                   | 再婚引起很多社會的誤會和批評                                                                                                   |
| 1809年 | 突然患病昏迷                                                                                                   | 頑強的意志戰勝病魔 |
| 1812年 | 印刷廠大火，燒毀大量翻譯手稿，聖經翻譯陷於停頓                                                                 | 負起重建的責任，取得更廣泛地區的支持；兒子雅比斯（Jabez）亦被激勵，成為宣教士                                                  |
| 1813年 | 興建麻瘋病醫院                                                                                                 | |
| 1818年 | 創辦薛蘭堡大學，內設神學系，集中訓練當地教會人才                                                               | 集資籌建校舍，四年才完成建校工程                                                                                               |
| 1820年 | 成立了印度農藝學會                                                                                             | |
| 1821年 | 第二任妻子病逝                                                                                                 | 加上親友的死亡，更受疾病攻擊，身心靈大受打擊                                                                                   |
| 1822年 | 長子費利克斯（Felix）病逝                                                                                      | |
| 1823年 | 印刷廠負責人病逝；威廉克理在碼頭滑倒受重傷，得第三任妻子格雷斯休斯（Grace Hughe）照顧                          | 胡格利河泛濫，住宅被沖毀。英國差會改組，不認同他們在工場的工作方向，沒有支援；十六年不斷受英國部分的基督徒的中傷和批評         |
| 1829年 | 廢止寡婦在丈夫喪禮被燒死的印度教習俗                                                                           | |
| 1830年 | | 印度經濟危機，歷時三年多 |
| 1831年 | 父親及差會主席埃德蒙去世                                                                                       | 父親及摯友死亡加重他的打擊 |
| 1833年 | 受世界各地宣教之友幫助，供應宣教中心之發展需要                                                                 | 再經歷耶和華以勒 |
| 1834年 | 完成四十年宣教，與同工翻譯了四十種語言的聖經，設立了一百廿六家教會和多家差會，引發近代宣教運動，享年七十三歲。 | 在印度Serampore逝世。在他的墓碑上，寫著：「貧窮，可憐，無助的小蟲，我落在主慈愛的臂抱中。」                                    |